# Благовещение Богородично (Щип)
„Благовещение Богородично“ (на македонска литературна норма: „Благовештение Богородично“) е църква в град Щип, Северна Македония, част от Скопската епископия на Римокатолическата църква.
Основният камък на храма е положен на 26 май 2009 година от скопския епископ Киро Стоянов и градоначалника на Щип Зоран Алексов на място в непосредствена близост до Народния театър в града, на което 50 години по-рано е разрушена старата католическа църква. Храмът е завършен в 2013 година и на 12 май е осветен от епископ Киро Стоянов в присъствието на папския нунций в страната Янош Полонек и градоначалника Илчо Захариев. Църквата е изградена с помощта на дарения от щипски бизнесмени.